# Aleksandr Gorbačëv
Aleksandr Nikolaevič Gorbačëv (in russo Александр Николаевич Горбачёв?; Izobil'nyj, 22 novembre 1970) è un allenatore di calcio ed ex calciatore russo, di ruolo difensore.

## Palmarès

### Allenatore

#### Competizioni nazionali
- Pervenstvo Professional'noj Futbol'noj Ligi: 1

Dinamo Brjansk: 2019-2020 (girone Centro)